# Acacia puncticulata
Acacia puncticulata é uma espécie de leguminosa do gênero Acacia, pertencente à família Fabaceae.